# Maurice Maindron
Maurice Georges René Maindron, född den 7 februari 1857 i Paris, död där den 19 juli 1911, var en fransk entomolog och skriftställare, son till Hippolyte Maindron.
Maindron företog många resor till skilda länder i etnografiska och naturvetenskapliga syften. Maindron skrev även historiska romaner (Saint Cendre 1898, Monsieur de Clérambon 1904 med flera), utmärkta av ypperlig tidsskildring och nykter stil. Romanen L'arbre de science (1906) väckte uppmärksamhet genom behandlingen av förhållandena i Paris vetenskapliga värld.